# Восемнадцатое мгновение весны
«Восемнадцатое мгновение весны» —  российский комедийный фильм 2001 года, снятый на студии продюсерского центра «ТВ-100». Чёрно-белая кинопародия на фильм «Семнадцать мгновений весны». Ранее, с 2000 по 2001 год скетчи под шапкой «Восемнадцатое мгновение весны» выходили в программе «БИС» на канале ТВ-6, создававшейся тем же творческим коллективом.
Слоган фильма: «Каждый народ имеет право на своего Штирлица. В том числе и татарский народ...»

## Сюжет
В оригинале фильма в конце Штирлиц возвращается в Берлин продолжать выполнение задания. В пародии же он этого не делал, а отправился в заслуженный отпуск в Испанию. Вместо него в Берлин был заброшен его дублёр из Казани Иса Исаевич Мусаев. И вообще Штирлицев было 15 — по числу союзных республик, чтобы никого не обидеть. Работая по принципу ротации, эти Штирлицы окончательно запутывали верхушку нацистской Германии, и так уже находящуюся в депрессии и ожидании неизбежного поражения.

## Название
Авторство названия в контексте пародии на роман Юлиана Семёнова и на фильм по этому роману принадлежит Александру Иванову. В 1986 году в 32-м выпуске передачи «Вокруг смеха» он прочитал свою пародию «Восемнадцатое мгновение весны». Кроме названия, с сюжетом фильма пародия ничего общего не имеет. Как и не имеет ничего общего с текстом «Штирлиц, или Как размножаются ёжики», который без разрешения авторов иногда публиковался под рассматриваемым названием.
Не следует путать с книгой Эрвина Ставинского «Восемнадцатое мгновение весны. Подлинная история Штирлица», которая к пародиям отношения не имеет, а является изложением авторской концепции жизни и деятельности Вилли Лемана.

## В ролях
Василий Антонов и Александр Толоконников («33 квадратных метра»), помимо исполнения главных ролей, являются также сценаристами и продюсерами фильма.
| Актёр                  | Роль                                   |
| ---------------------- | -------------------------------------- |
| Василий Антонов        | Штирлиц / разведчик Иса Исаевич Мусаев |
| Надежда Позина         | радистка Кэт                           |
| Владимир Хлебников     | Гитлер                                 |
| Андрей Каштанов        | Борман                                 |
| Александр Толоконников | Мюллер                                 |
| Александр Пушной       | шуцман                                 |